# Tat'jana Šemjakina
Tat'jana Aleksandrovna Šemjakina, coniugata Jurtajkina (in russo Татьяна Александровна Шемякина-Юртайкина?; 3 settembre 1987), è una marciatrice russa.

## Palmarès
| Anno | Manifestazione   | Sede     | Evento       | Risultato | Prestazione | Note |
| ---- | ---------------- | -------- | ------------ | --------- | ----------- | ---- |
| 2007 | Mondiali         | Osaka    | Marcia 20 km | Argento   | 1h30'42"    |      |
| 2009 | Europei under 23 | Kaunas   | Marcia 20 km | Bronzo    | 1h34'13     |      |
| 2011 | Universiadi      | Shenzhen | Marcia 20 km | Argento   | 1h34'23     |      |